# Tomaji Attila
Tomaji Attila (Budapest, 1959. május 25. –) József Attila-  és Bella István-díjas  magyar költő, irodalomtörténész, tanár.

## Életpályája
Alsó és középfokú tanulmányait Budán, az Attila úti Általános Iskolában és a Toldy Ferenc Gimnáziumban végezte. 1989-ben szerezte meg általános iskolai tanári diplomáját az egri Eszterházy Károly Főiskola magyar–történelem szakán. 1993-ban az ELTE Bölcsészettudományi Karának magyar nyelv és irodalom szakos hallgatójaként kapta meg középiskolai tanári diplomáját. 1995–1998 között irodalom PhD-képzésen vett részt az ELTE Bölcsészettudományi Karán, prof. dr. Kenyeres Zoltán tanítványaként.
Első verseit Bella István (Élet és Irodalom) és Kalász Márton (Vigilia) jelentette meg.
Versei és tanulmányai folyamatosan jelen vannak az írott (Holmi, Jelenkor, Kortárs, Látó, Pannon Tükör, Parnasszus, Vigilia) és az online irodalmi fórumokon egyaránt, köteteit figyelemmel kíséri és recenzálja a szakmai élet.

## Magánélete
Öt gyereke (Sára 1986, Berta 1997, Barnabás 1997, Szonja 2007, Kristóf 2009) született.
2008-ban kötött házasságot Hibó Natáliával, Hibó Tamás festő és grafikus lányával.
Zebegényben él.

## Művei
- Torzó, versek, Kurucz Gábor kiadása, 1991
- Kossuth-díjas írók – Rákos Sándor, Válogatott művek, Alexandra Kiadó, 2003
- Keresztmetszet, versek, Alterra Svájci-Magyar Kiadó, 2004
- Kossuth-díjas írók – Somlyó György, Válogatott művek, Alexandra Kiadó, 2005
- Márai Sándor, monográfia, Elektra Kiadóház, 2009
- Sötéttiszta sáv, versek, Fekete Sas Kiadó, 2010
- Saját sors, versek, L’Harmattan Kiadó, 2017
- Pentimento, versek, Fekete Sas Kiadó, 2019
- Folyóhang, versek, Fekete Sas Kiadó, 2021
- A nyár sötét szíve, versek, Fekete Sas Kiadó, 2024

## Mozgóképek
- Tomaji Attila költő könyvbemutatója Zebegényben. YouTube
- Tomaji Attila: A Moszkva tér. YouTube
- Két rendezvénnyel ünnepelték a költészet napját Zebegényben. YouTube
- ZEBEGÉNY - Rendezvény a költészet napján. YouTube

## Néhány kritika Tomaji Attila köteteiről
- Pósa Zoltán. „Szép eszmék ködlovagja”. Magyar Nemzet.
- Tarján Tamás. „AZ ÍRÓ, AMINT ÍRJA ÖNMAGÁT”. Revizor Online.
- Tarján Tamás. „Költő és szabadelektron]”. Holmi.
- Ayhan Gökhan. „Tomaji Attila kötetéről”. Bárka online.
- Sipos Lajos. „Tomaji Attila: Saját sors - szemle”. Vigília.
- Nagygéci Kovács József: Közös – Tomaji Attila Saját sors című kötetéről
- Dávid Péter. „Mind zuhanunk”. Bárka online.
- Csehy Zoltán. „Tomaji Attila: Pentimento”. Élet és Irodalom.
- Bányai Tibor Márk. „TOMAJI ATTILA / SAJÁT SORS”. Kortárs online.
- Boldog Zoltán. „Középre rendeződni (Tomaji Attila: Folyóhang)”. Esőlap.
- Bánki Éva. „Az idő szívverése - könyvszemle”. Magyar Napló.

## Interjúk
- Tormai Attila. Házi Hunor interjúja.. Párbeszéd - Interjú Tomaji Attilával.
- Tormai Attila. Német Dániel interjúja.. Nem félek leírni, hogy szeretem a feleségemet - Tomaji Attila költővel beszélgettünk.